# Mwanza (region)

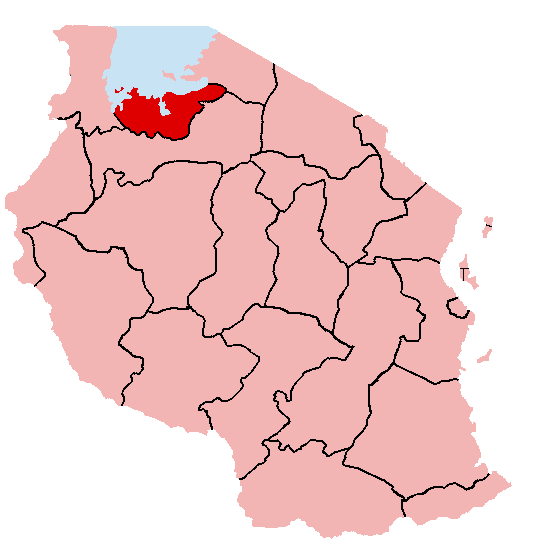
Mwanzaregionens läge i Tanzania.

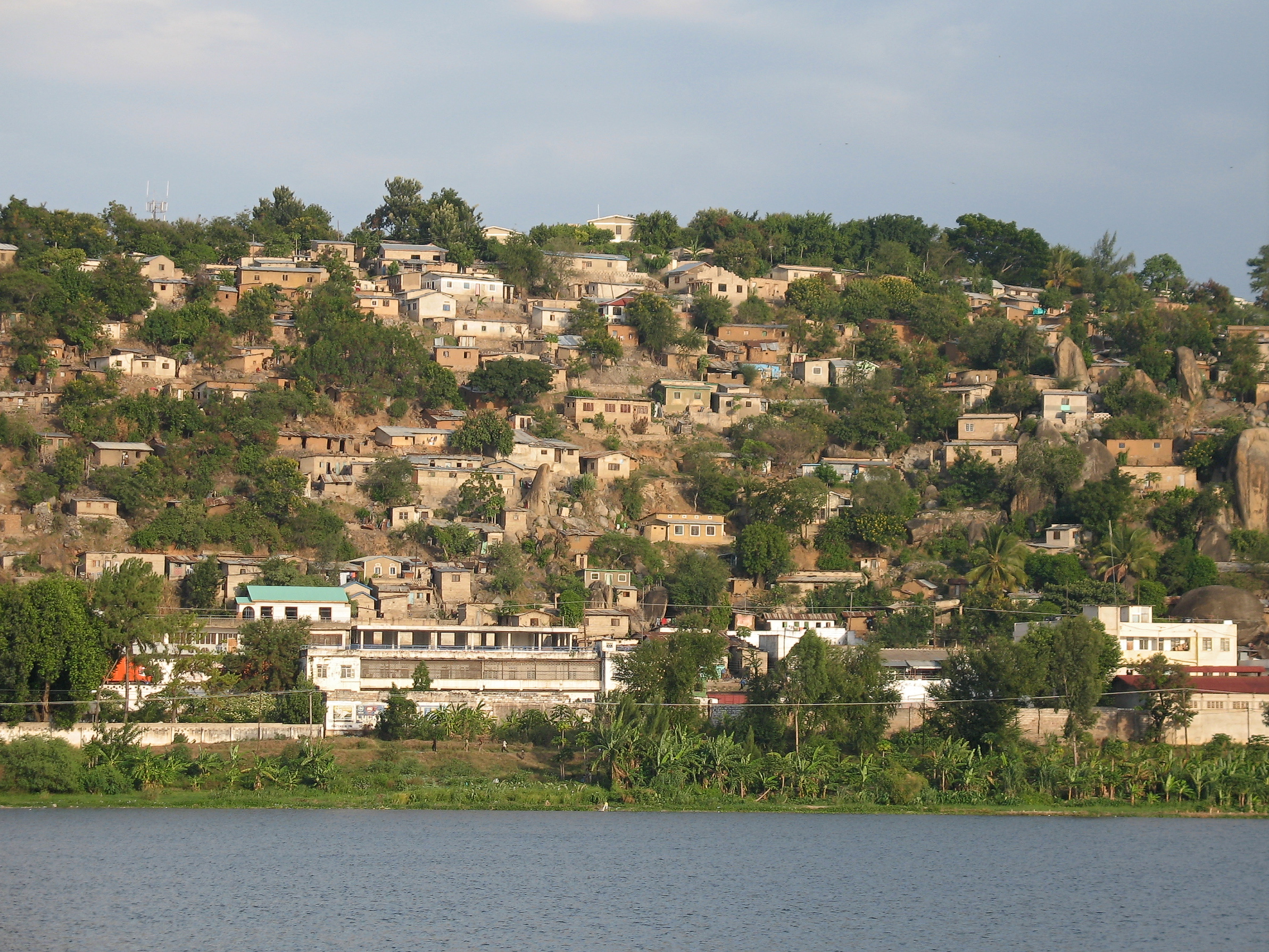
Staden Mwanza med Victoriasjön i förgrunden.

Mwanza är en av Tanzanias 26 regioner och är belägen vid Victoriasjön i den norra delen av landet. Administrativ huvudort är staden Mwanza. Regionen har en beräknad folkmängd av 3 464 567 invånare 2009 på en yta av 19 592 km². Regionen är en bördig del av Tanzania där det odlas främst majs, durra (lokalt spannmål), ris och sockerrör för självhushållning. Fiske, jordbruk samt boskapsskötsel är vanliga sysselsättningar. Mwanzaregionen har mineralfyndigheter av guld och det finns en gruvindustri. Bomull odlas och används i lokal textilindustri.

## Administrativ indelning
Regionen är indelad i åtta distrikt:
- Geita
- Ilemela
- Kwimba
- Magu
- Missungwi
- Nyamagana
- Sengerema
- Ukerewe

## Urbanisering
Regionen har en beräknad urbaniseringsgrad på 21,45 % år 2009, en uppgång från 21,31 % året innan. Den största staden är Mwanza, och regionen har ytterligare fjorton orter med över 10 000 invånare. 
| Ort         | Distrikt  | Yta (km²)     | Invånarantal 2002 | Invånarantal 2009 |
| ----------- | --------- | ------------- | ----------------- | ----------------- |
| Mwanza      | Nyamagana | 37,20         | 209 806           | 256 045           |
| Nyakato     | Ilemela   | 27,42         | 82 080            | Ingen uppgift     |
| Kalangalala | Geita     | Ingen uppgift | 39 562            | Ingen uppgift     |
| Sengerema   | Sengerema | Ingen uppgift | 38 424            | Ingen uppgift     |
| Butimba     | Ilemela   | 17,58         | 31 030            | Ingen uppgift     |
| Nansio      | Ukerewe   | 34,57         | 28 341            | Ingen uppgift     |
| Pasiansi    | Ilemela   | 8,98          | 25 217            | Ingen uppgift     |
| Igoma       | Ilemela   | Ingen uppgift | 22 326            | Ingen uppgift     |
| Magu Mjini  | Magu      | 29,25         | 17 638            | Ingen uppgift     |
| Nkome       | Geita     | Ingen uppgift | 15 443            | Ingen uppgift     |
| Ilemela     | Ilemela   | Ingen uppgift | 15 351            | Ingen uppgift     |
| Katoro      | Geita     | Ingen uppgift | 13 458            | Ingen uppgift     |
| Ngudu       | Kwimba    | Ingen uppgift | 12 324            | Ingen uppgift     |
| Misungwi    | Misungwi  | Ingen uppgift | 12 127            | Ingen uppgift     |
| Kisesa      | Magu      | Ingen uppgift | 10 179            | Ingen uppgift     |

Butimba, Igoma, Ilemela, Nyakato och Pasiansi ingår i Mwanzas sammanhängande storstadsområde, som hade totalt 385 810 invånare 2002.